# Gerris
Gerris es un género de insectos de la familia Gerridae, popularmente conocidos como zapateros o patinadores de agua.

## Especies
Según NCBI:
- Gerris alacris (Hussey, 1921)
- Gerris argentatus (Schummel, 1832)
- Gerris argenticollis (Parshley, 1916)
- Gerris asper (Fieber, 1860)
- Gerris brasili (Poisson, 1941)
- Gerris buenoi (Kirkaldy, 1911)
- Gerris comatus (Drake and Hottes, 1925)
- Gerris costae (Herrich-Schäffer, 1850)
- Gerris gibbifer (Schummel, 1832)
- Gerris gillettei (Lethierry and Severin, 1896)
- Gerris incognitus (Drake and Hottes, 1925)
- Gerris incurvatus (Drake and Hottes, 1925)
- Gerris insperatus (Drake and Hottes, 1925)
- Gerris lacustris (Linnaeus, 1758)
- Gerris maculatus (Tamanini, 1946)
- Gerris marginatus (Say, 1832)
- Gerris odontogaster (Zetterstedt, 1828)
- Gerris pingreensis (Drake and Hottes, 1925)
- Gerris sphagnetorum (Gaunitz, 1947)
- Gerris thoracicus (Schummel, 1832)

### Antiguas especies
- Gerris ampla: reclasificada como Aquarius amplus (Drake and Harris, 1938)
- Gerris apicalis (Curtis, 1835) sinónimo de Gerris argentatus (Schummel, 1832)
- Gerris canaliculatus: reclasificada como Limnoporus canaliculatus (Say, 1832)
- Gerris conformis: reclasificada como Aquarius conformis (Uhler, 1878)
- Gerris dissortis: reclasificada como Limnotrechus dissortis (Drake and Harris, 1930)
- Gerris mantis: reclasificada como Emesa mantis (Fabricius, 1794)
- Gerris gracilicornis: reclasificada como Limnotrechus gracilicornis (Horvath, 1879)
- Gerris najas: reclasificada como Aquarius najas (De Geer, 1773)
- Gerris nebularis: reclasificada como Aquarius nebularis (Drake and Hottes, 1925)
- Gerris nyctalis: reclasificada como Aquarius nyctalis (Drake and Hottes, 1925)
- Gerris remigis: reclasificada como Aquarius remigis (Say, 1832)
- Gerris rufoscutellatus: reclasificada como Limnoporus rufoscutellatus (Latreille, 1807)